# 유송 명제
송 태종 명황제 유욱(宋 太宗 明皇帝 劉彧, 439년 12월 9일(음력 10월 18일) ~ 472년 5월 10일(음력 4월 17일))은 중국 남북조 시대 유송의 제6대 황제(재위：466년 ~ 472년)이다. 자는 휴병(休炳)이다. 유송의 제3대 황제 문제 유의륭의 열한번째 아들이자 명선황태후(明宣皇太后) 심용희(沈容姬)의 아들이다. 제5대 황제 전폐제 유자업의 숙부이다.

## 생애
전폐제 유자업은 남조의 대표적인 포악한 황제로 숙부 명제 유욱에게 암살당한다. 전폐제의 동생 유자훈(劉子勳)이 반란을 일으키자 명제 유욱은 심유지(沈攸之)를 보내 그를 죽인다. 명제는 채흥종(蔡興宗) 등의 귀족의 말을 듣고 학관을 설치하기도 했으나 난의 평정 후 독단정치를 펼치며 사치와 미신을 좋아해 재정을 궁핍하게 만들었다.
명제 유욱 사후 후폐제 유욱이 제위하였으나 숙부 유휴범(劉休範)이 한문출신의 권력자들의 전횡에 분노해 병사를 일으켜 수도 건강을 위협하자, 무장 소도성(蕭道成)이 난을 평정하고 후폐제 유욱을 살해하고 순제 유준을 옹립하였다. 명제 유욱의 고명대신(顧命大臣)이었던 형주자사(荊州刺史) 심유지(沈攸之)가 이에 반발해 소도성을 공격했으나 패퇴하자, 소도성은 병마의 모든 권한을 쥐게 되었고, 기어코 479년 순제 유준으로부터 소도성이 선양을 받으면서 남제를 건국하고 남제 초대 황제가 된다. 이로써 송나라는 멸망하게 되었다.

## 가계
- 아버지 : 문제 유의륭 - 유송의 제3대 황제
- 어머니 : 명선황태후 심씨(明宣皇太后 沈氏) - 심용희(沈容姬, 414년 ~ 453년)
  - 황후: 명공황후 왕정풍(明恭皇后 王貞風)
    - 장녀 : 진릉장공주 유백사(晉陵長公主 劉伯姒)
    - 차녀 : 건안장공주 유백원(建安長公主 劉伯媛)

  - 황비 : 황태비 진묘등(皇太妃 陳妙登)
    - 장남 : 창오왕(蒼梧王) 유욱(劉昱) - 유송의 제8대 황제 후폐제 유욱

  - 후궁 : 수의 사씨(修儀 謝氏)
    - 2남 : 유법량(劉法良) - 요절
    - 6남 : 진희왕(晉熙王) 유섭(劉燮)

  - 후궁 : 소화 진법용(昭華 陳法容)
    - 3남 : 안성왕(安成王) 유준(劉準) - 유송의 제9대 황제 순제 유준

  - 후궁 : 첩여 서씨(婕妤 徐氏)
    - 4남 : 요절
    - 8남 : 강하왕(江夏王) 유제(劉躋)

  - 후궁 : 수용 정씨(修容 鄭氏)
    - 5남 : 동평왕(东平王) 유지정(劉智井)

  - 후궁 : 수화 두씨(修華 杜氏)
    - 10남 : 수양왕(隨陽王) 유홰(劉翽)

  - 후궁 : 미인 천씨(美人 天氏)
    - 7남 : 소릉상왕(邵陵殤王) 유우(劉友)

  - 후궁 : 미인 천씨(美人 天氏)
    - 12남 : 시건왕(始建王) 유희(劉禧)

  - 후궁 : 양인 서씨(良人 徐氏)
    - 9남 : 무릉왕(武陵王) 유찬(劉贊)
    - 11남 : 신흥왕(新興王) 유고(劉嵩)

## 기년
| 명제        | 원년            | 2년        | 3년        | 4년        | 5년        | 6년        | 7년        | 8년             |
| ----------- | --------------- | ---------- | ---------- | ---------- | ---------- | ---------- | ---------- | --------------- |
| 서력 (西曆) | 465년           | 466년      | 467년      | 468년      | 469년      | 470년      | 471년      | 472년           |
| 간지 (干支) | 을사(乙巳)      | 병오(丙午) | 정미(丁未) | 무신(戊申) | 기유(己酉) | 경술(庚戌) | 신해(辛亥) | 임자(壬子)      |
| 연호 (年號) | 태시(泰始) 원년 | 2년        | 3년        | 4년        | 5년        | 6년        | 7년        | 태예(泰豫) 원년 |